# Calthalotia
Calthalotia is een geslacht van weekdieren uit de klasse van de Gastropoda (slakken).

## Soorten
- Calthalotia arruensis (Watson, 1880)
- Calthalotia baudini (P. Fischer, 1878)
- Calthalotia comtessi (Iredale, 1931)
- Calthalotia modesta (Thiele, 1930)
- Calthalotia mundula (A. Adams & Angas, 1864)
- Calthalotia strigata (A. Adams, 1853)